# 早稲田大学大学院商学研究科・商学部

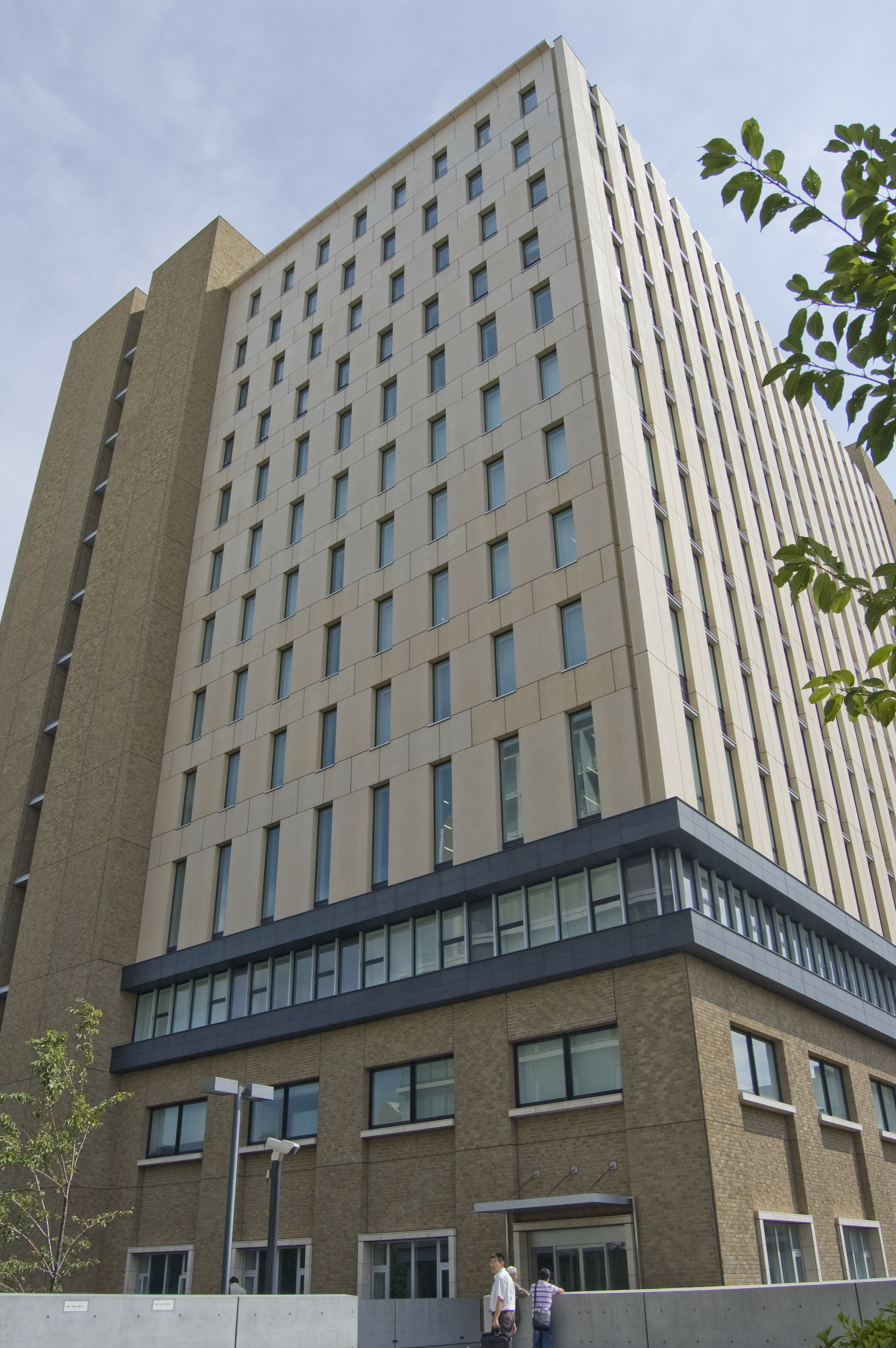
新11号館（2009年竣工）

早稲田大学商学部（わせだだいがくしょうがくぶ、英: School of Commerce）は、早稲田大学が設置する商学部。1920年2月に設置された。また、早稲田大学大学院商学研究科（わせだだいがくだいがくいんしょうがくけんきゅうか、英: Graduate School of Commerce）は、早稲田大学が設置する商学を研究する大学院商学研究科。

## 概要
商学部、商学研究科、経営管理研究科（ビジネススクール）、ファイナンス研究科、商学学術院総合研究所を併せて商学学術院を構成する。
早稲田大学商学部は「学識ある実業家」を育成するために、「経営」「会計」「マーケティング」「ファイナンス」「保険・リスクマネジメント」「ビジネスエコノミクス」のトラック制を採用している。
大学1年では、ビジネスの基盤である経済の全体像を学ぶ「基礎経済学」、ビジネスの言語である会計データを理解するための「基礎会計学」、論理的思考力を養うための「基礎数学」、ビジネスを法律的な観点から学習する「ビジネス法入門」、分析力・解析力を強化するための「統計リテラシーα・β」を必修としている。
大学3年では、学生は自分の希望するトラックを選択し、専門教育科目演習（ゼミ）で、さらに専門的知識を身につけていく。　
外国語科目は、英語、ドイツ語、フランス語、スペイン語、中国語、朝鮮語の6つの言語から2つ選択履修できる。
教員免許については、教職に必要な科目を履修することで、高等学校教諭一種免許状（地理歴史，公民，商業）、中学校教諭一種免許状（社会）の資格取得が可能である。

## 沿革

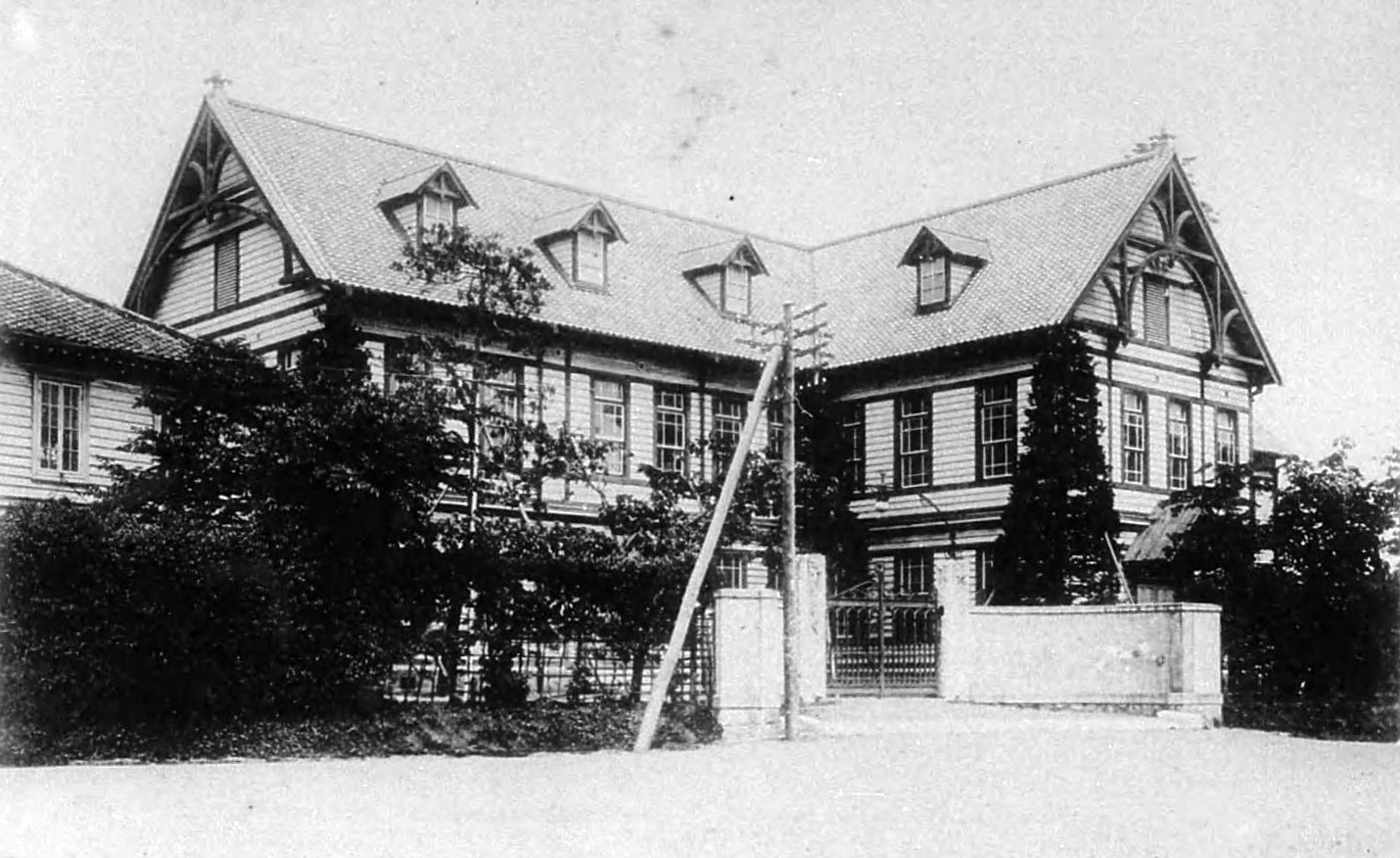
商科校舎（1904年頃）

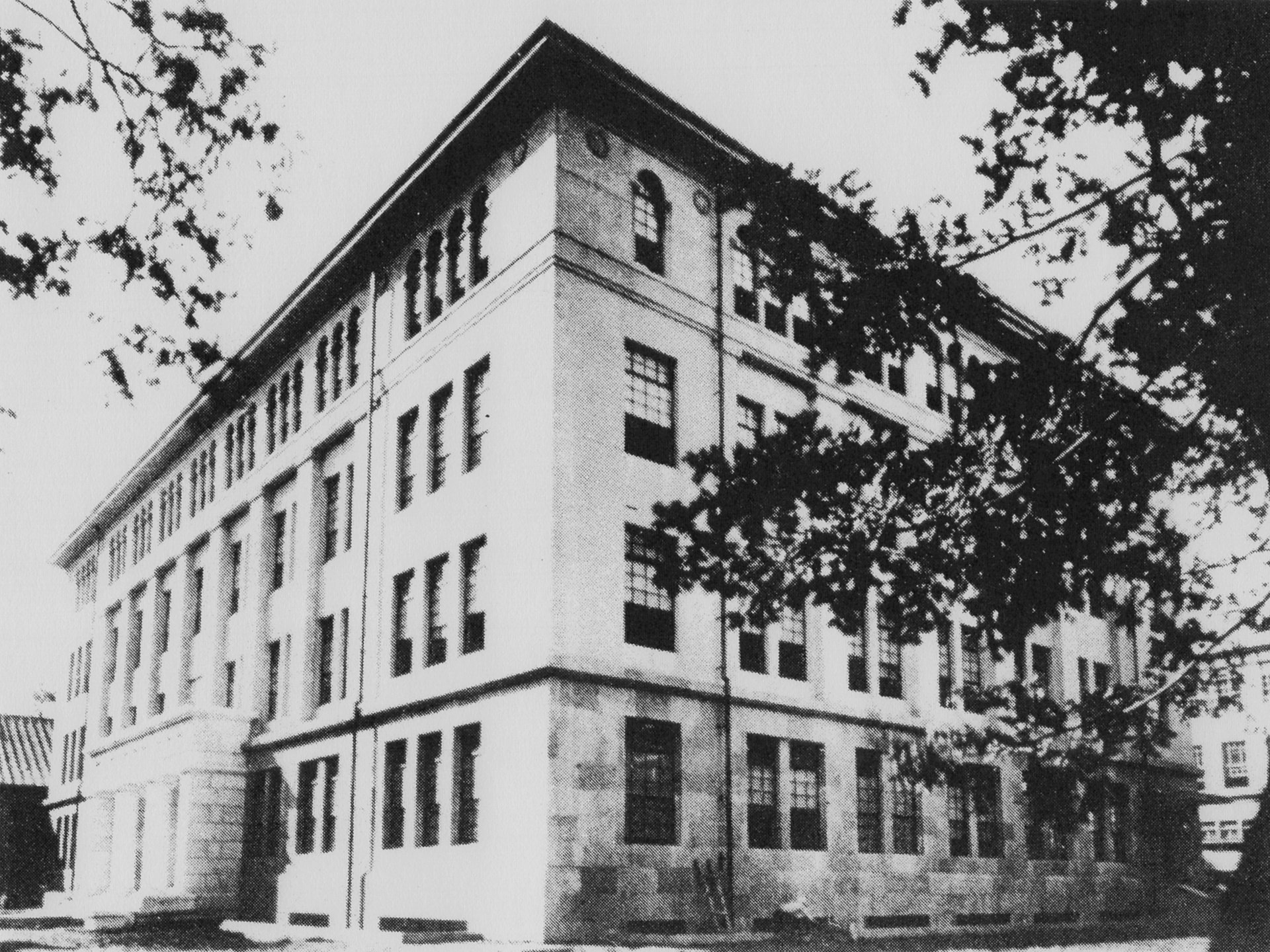
旧11号館

- 1902年2月 - 早稲田大学商科を設置することが決議される[1]。
- 1903年4月 - 早稲田大学商科予科が設置される。
- 1904年 - 専門学校令による大学となり、早稲田大学大学部に商科が設置される。専門学校令に基づく私学最古の商学部となる[2][3]。
- 1920年 - 大学令による大学となり、早稲田大学大学部は早稲田大学となる。商科から商学部へと改称。我が国最古の旧制大学商学部となる[4]。
- 1925年 - 専門学校令による大学部廃止。
- 1938年 - 商学部校舎（旧11号館）竣工。
- 1949年 - 新制大学となり、学部名が「第一商学部」と「第二商学部」になる。
- 1951年 - 旧制学部最後・新制学部最初の卒業式を挙行。大学院商学研究科を設置。
- 1972年 - 第二商学部が廃止され[注釈 1]、再び学部名が商学部となる。
- 1980年 - 商学部の入学試験の問題が流出する事件が発生（早稲田大学商学部入試問題漏洩事件）。
- 1995年 - セメスター制を導入。
- 2004年 - 早稲田大学商学部が創設100周年。記念式典を挙行。
- 2006年 - 旧11号館が約70年の役目を終えて閉鎖され、新校舎の建設が着工される。
- 2009年 - 新11号館竣工。壁面にはアンモナイトの化石が複数存在している。
- 2012年 - 早稲田大学ビジネススクールとオックスフォード大学が連携し共同授業実施。

## 現在のトラック
- 経営トラック
- 会計トラック
- マーケティング
- ファイナンストラック
- 保険・リスクマネジメントトラック
- ビジネスエコノミクストラック

## 11号館
商学部の学部棟は1938年に商学部出身者の寄附により建てられた「旧11号館」を起源とする。その後、70年以上の時を経て、2009年に「新11号館」が完成した。地上14階・地下1階の建物には最新の設備があり、大教室、閲覧室、図書室、会議室、ラウンジ、吹き抜けのアトリウム、PCルーム、などがある。現在、早稲田大学国際教養学部と共用で使用している。

## 学部長
- 藤田誠（2016年 - 2020年）
- 横山将義（2020年 -）

## 刊行物
商学部は日頃の研究活動の成果を発表する為に以下の冊子（紀要）を発行している。
- 「Waseda Business and Economic Studies」

- 「商学研究科紀要」（The Bulletin of the Graduate School of Commerce）

- 「商経論集」　(The Journal of Business and Economics)

- 「早稲田商学」（The Waseda Commercial Review）

- 「産業経営」（Waseda Business Review）

- 「早稲田ビジネススクールレビュー」（Waseda Business School Review）
- 「早稲田国際経営研究」（Waseda Bulletin of International Management）

## 関連組織
- 早稲田大学産業経営研究所
- 早稲田大学大学院経営管理研究科

## 出身者
※1949年から1972年まで設置されていた第一、第二商学部の出身者も記載してある。

### 政治

#### 国政
- 竹下登 - 元内閣総理大臣、経世会創設者
- 森喜朗 （※第二商学部）- 元内閣総理大臣、東京五輪組織委員会前会長
- 松永東 - 第45代衆議院議長、元文部大臣
- 藤田正明 - 第16代参議院議長、フジタ創業者藤田定市の子
- 藤波孝生 - 元内閣官房長官、元労働大臣
- 田中眞紀子 - 元文部科学大臣、元外務大臣、元総理大臣田中角栄の長女
- 降旗徳弥 - 元逓信大臣、元衆議院議員降旗元太郎の長男
- 大石千八 - 元郵政大臣、元衆議院議員大石八治の長男
- 山崎拓 - 元建設大臣、元防衛庁長官、元自民党幹事長、元自民党副総裁
- 斉藤滋与史 - 元建設大臣、大昭和製紙創業者斉藤知一郎の次男
- 吉野正芳 - 復興大臣、元環境副大臣
- 松原仁 - 元民主党国会対策委員長、元国家公安委員会委員長兼拉致問題担当大臣兼消費者担当大臣
- 鯨岡兵輔 - 元環境庁長官、元衆議院副議長
- 臼井荘一 - 元総理府総務長官、元千葉市議会議長
- 斎藤栄三郎 - 元科学技術庁長官、元日本経済新聞社シンガポール支局長
- 松崎公昭 - 総務副大臣、元民主党政策調査会副会長
- 増子輝彦 - 元経済産業副大臣、国民民主党幹事長代行
- 金子恭之 - 第25代総務大臣、元国土交通副大臣、元自民党ネットサポーターズクラブ代表
- 三浦一水 - 元農林水産副大臣、元自由民主党副幹事長
- 田村耕太郎 - 元内閣府大臣政務官
- 松浪健太 - 元厚生労働大臣政務官、元衆議院議員松浪健四郎の甥
- 浅野拡 - 元大蔵政務次官、元輪之内町長
- 逢沢英雄 - 元労働政務次官、元衆議院議員逢沢寛の次男
- 齋藤憲三 - 元科学技術政務次官、TDK創業者
- 中山栄一 - 元行政管理政務次官、元茨城県会議員
- 豊田豊吉 - 元大蔵参与官、元東京市助役
- 和田義明 - 元衆議院議員、元衆議院議員町村信孝の娘婿
- 橘直治 - 元衆議院議員、元高岡市議会議員
- 宮崎謙介 - 元衆議院議員、元衆議院議員金子恵美の夫、京都大学大学院工学研究科非常勤講師（2010年）
- 加藤学 - 元衆議院議員、元アジア経済研究所研究員
- 石川知裕 - 元衆議院議員、政治資金規正法違反で有罪
- 池口修次 - 元参議院議員、元全日本自動車産業労働組合総連合会副会長
- 大倉精一 - 元参議院議員、参議院運輸委員長
- 柳本卓治 - 元参議院議員、元衆議院法務委員長
- 鶴岡洋 - 元参議院議員、元公明党副代表
- 藤田栄 - 元参議院議員、元伊豆新聞会長
- 若林秀樹 - 元参議院議員、元ヤマハ労働組合副委員長
- 高橋文五郎 - 元参議院議員、元若柳町長
- 出羽重芳 - 元貴族院議員、男爵
- 張盛煥 - 元大韓民国交通部長官、元大韓民国空軍参謀総長
- 福森和歌子 - 衆議院議員

#### 地方
- 千田正 - 元岩手県知事、元参議院議員
- 松平勇雄 - 元福島県知事、元参議院議員松平恒雄の甥
- 青島幸男 - 元東京都知事、元参議院議員
- 北川正恭 - 元三重県知事、元衆議院議員久保田藤麿の甥
- 小川勇夫 - 元相模原市長、元神奈川県議会議員
- 吉田修一 - 元福島市長、元福島市総務部長
- 山本龍 - 元前橋市長、元群馬県議会議員
- 大澤善隆 - 元桐生市長
- 田中暄二 - 元久喜市長、元埼玉県議会議員
- 田中豊彦 - 元茂原市長、元千葉県議会議員
- 蕨和雄 - 元佐倉市長
- 上地克明 - 横須賀市長、元横須賀市議会議員
- 塚田佐 - 元長野市長、元長野県議会議員
- 鷲澤正一 - 元長野市長、元長野商工会議所副会頭
- 本川祐治郎 - 元氷見市長
- 太田稔彦 - 豊田市長、元豊田市総合企画部長
- 中根康浩 - 元岡崎市長、元岡崎市議会議員
- 尾関健治 - 元関市長、元関市議会議員
- 橋本康志 - 元鳥栖市長、元富士通システムエンジニア
- 西川太一郎 - 荒川区長、元経済産業副大臣
- 畠山孝 - 元唐桑町長、元宮城県議会議長
- 松栄俊三 - 元相川町長、元新潟県議会議員
- 宮司正毅 - 当別町長、元欧州三菱商事会社社長
- 和田宗春 - 元東京都議会議長、元北区議会議員
- 中村省司 - 元神奈川県議会議長、元鎌倉市議会議員
- 柳谷保一 - 元鳥取県議会議員、元日本海新聞取締役総務局長
- 石橋弘 - 元境港市議会副議長、元鳥取県海事振興協会会長

### 行政
- 浪越勝海 - 元東京都産業労働局長、元東京都港湾局長、元東京ビッグサイト社長
- 岩城孝章 - 元高知県副知事、高知空港ビル社長

### 経済
- 大林義雄 - 元大林組社長
- 李健熙 - サムスン電子会長、創業者李秉喆の三男
- 石井泰行 - 元賀茂鶴酒造社長、元 東広島商工会議所会頭
- 井手明彦 - 元三菱マテリアル社長、元セメント協会会長
- 井出健義 - 元ヤナセ社長
- 池田純 - 横浜DeNAベイスターズ初代代表取締役社長（12球団最年少）、スポーツ庁参与、明治大学学長特任補佐
- 漆間啓 - 三菱電機代表取締役社長
- 内ヶ﨑茂 - HRガバナンス・リーダーズ代表取締役社長CEO
- 遠藤功 - ローランド・ベルガー日本法人会長、元早稲田大学教授
- 大竹伸明 - PwCコンサルティング代表執行役 CEO
- 大西潤甫 - 元高松琴平電気鉄道社長、創業者大西虎之介の甥
- 岡田卓也 - イオングループ名誉会長、早稲田大学維持員
- 岡田元也 - イオン社長、創業者岡田卓也の長男、四日市岡田家8代目当主
- 奥山章雄 - 元中央青山監査法人理事長、元日本公認会計士協会会長
- 小田切新太郎 - 元信越化学工業社長
- 金井昭雄 - 富士メガネ社長、創業者金井武雄の子
- 神藏孝之 - イマジニア設立者・会長
- 亀井淳 - 元イトーヨーカドー社長
- 川口文夫 - 元中部電力社長、元中部経済連合会会長
- 川田憲治 - 元りそなホールディングス社長
- 木村和巨 - 三貴創業者・元社長
- 久保允誉 - エディオン社長、第一産業創業者久保道正の長男
- 弦間明 - 元資生堂社長、元日本取締役協会副会長
- 小柴和正 - 元伊勢丹社長
- 小林宏 - 元ドワンゴ社長
- 小林真 - 三菱UFJ証券社長、三菱UFJモルガン・スタンレー証券社長
- 近藤聡 - デロイトトーマツコンサルティング社長
- 櫻田謙悟 - 元損害保険ジャパン社長、SOMPO美術財団理事長。元SOMPOホールディングス会長、元経済同友会代表幹事、経済同友会終身幹事
- 笹島律夫 - 常陽銀行頭取、めぶきフィナンシャルグループ代表取締役社長、全国地方銀行協会会長
- 漣健児 - 元シンコーミュージック・エンタテイメント会長、創業者草野貞二の子
- 佐藤安弘 - 元キリンビール社長
- 清水正博 - 元北辰電機製作所社長、創業者清水荘平の長男
- 清水喜彦 - SMBC日興証券代表取締役社長、三井住友銀行副頭取
- 新分敬人 - JA三井リース社長、農林中央金庫代表理事専務
- 鈴木弘久 - 元野村不動産ホールディングス社長
- 高島隆平 - 元朝日生命保険社長
- 高山允伯 - TCSホールディングス創業者・元社長
- 玉城俊一 - 元荘内銀行頭取、藍綬褒章
- 堤義明 - 元西武鉄道社長、西武グループ創業者堤康次郎の三男、日本オリンピック委員会(JOC)名誉会長、元フォーブス世界長者番付世界一
- 徳間康快 - 元徳間書店社長、元スタジオジブリ社長
- 十時裕樹 - ソニー代表執行役社長兼COO、ソニー銀行株式会社共同創業者
- 野崎明 - 住友金属鉱山代表取締役社長
- 長谷川浩嗣 - 元日清製粉グループ本社代表取締役社長
- 林千晶 - ロフトワーク共同創業者、MITメディアラボ所長補佐
- 藤原弘治 - 元みずほ銀行頭取、元全国銀行協会会長、みずほフィナンシャルグループ常任顧問、早稲田大学理事
- 布施孝之 - 元小岩井乳業代表取締役社長、キリンビール代表取締役社長、ビール酒造組合会長代表理事
- 松橋功 - 元日本交通公社社長、レジオン・ド・ヌール勲章
- 丸山茂雄 - 元ソニー・ミュージックエンタテインメント社長、元ソニー・コンピュータエンタテインメント会長
- 湊屋隆夫 - 元秋田銀行頭取
- 松田元 - ビート・ホールディングス創業者、実業家。
- 宮太郎 - 元大和社長、創業家井村徳二の子
- 矢島昌明 - ワコールホールディングス社長
- 山崎篤 - 元ヤマト運輸社長
- 山本収 - 元アライドテレシス社長
- 吉原信之 - 三陽商会創業者、代表取締役会長
- 米本努 - 千葉銀行頭取
- 若林久 - 西武鉄道社長、西武ホールディングス取締役
- 渡辺宏 - 元東京ガス社長、元日本ガス協会会長

### 研究
- 青木茂男 - 会計学、早稲田大学名誉教授、日経・経済図書文化賞
- 池上重輔 - 経営学、早稲田大学教授
- 井田正道 - 政治学、明治大学教授
- 岩田伸人 - 農学、青山学院大学教授
- 宇野政雄 - 経営学、元早稲田大学教授、藍綬褒章、元日本学術会議会員
- 大島正克 - 会計学、亜細亜大学学長
- 大塚勝夫 - 経済学、元早稲田大学教授
- 大谷孝一 - 海上保険法学、早稲田大学名誉教授、各務記念賞、瑞宝中受章
- 大塚宗春 - 会計学、早稲田大学名誉教授、元国民生活金融公庫総合研究所長、元会計検査院長
- 恩藏直人 - 経営学、早稲田大学教授、エステー取締役
- 加古宜士 - 会計学、早稲田大学名誉教授、金融庁企業会計審議会会長、会計大学院協会理事長
- 角瀬保雄 - 会計学、法政大学名誉教授
- 亀井昭宏 - 経営学、元早稲田大学教授、白川忍賞、元日本学術会議会員
- 川辺信雄 - 経営学、早稲田大学名誉教授
- 岸本弘 - 教育学、明治大学名誉教授
- 染谷恭次郎 - 会計学、早稲田大学名誉教授、元日本会計研究学会会長
- 古賀勝次郎 - 経済学、早稲田大学教授
- 小暮修三 - 社会学、東京海洋大学教授
- 小林俊治 - 経営学、早稲田大学名誉教授
- 小林麻理 - 会計学、早稲田大学教授、会計検査院長（女性初）
- 坂井豊貴 - 経済学、慶應義塾大学教授、義塾賞
- 佐口卓 - 社会制度学、早稲田大学名誉教授
- 佐藤孝一 - 会計学、早稲田大学教授
- 佐藤紘光 - 会計学、早稲田大学名誉教授、日本管理会計学会学会賞論文賞
- 島田孝一 - 交通経済学、元早稲田大学総長、初代日本私立大学連盟会長
- 嶋村紘輝 - 経済学、早稲田大学名誉教授
- 清水孝 - 会計学、早稲田大学教授
- 末高信 - 商学、元早稲田大学教授、藍綬褒章
- 杉山雅洋 - 経済学、元早稲田大学教授
- 鈴木英寿 - 経営学、早稲田大学名誉教授
- 関下稔 - 経済学、立命館大学名誉教授、元日本国際経済学会会長
- 千代田邦夫 - 会計学、立命館大学名誉教授、元金融庁公認会計士・監査審査会会長、日経・経済図書文化賞
- 中西睦 - 交通経済学、元早稲田大学教授
- 西沢脩 - 会計学、早稲田大学名誉教授、日経・経済図書文化賞
- 長谷川惠一 - 会計学、早稲田大学教授
- 長谷川安兵衛 - 会計学、元早稲田大学教授、元大日本帝国陸軍司政長官
- 原輝史 - 経済学、元早稲田大学教授
- 檜田信男 - 経営学、中央大学名誉教授
- 二神恭一 - 経営学、早稲田大学名誉教授
- 森脇祥太 - 経済学、大阪市立大学教授
- 矢島保男 - 経済学、早稲田大学名誉教授、元割賦販売審議会会長
- 山本哲三 - 経済学、早稲田大学教授、公益事業会賞
- 横山将義 - 経済学、オックスフォード大学客員研究員、早稲田大学教授、早稲田大学商学部長
- 吉田耕作 - 統計学、カリフォルニア州立大学名誉教授
- 涌田宏昭 - 経営学、東洋大学名誉教授、元日本情報経営学会会長
- 波形昭一 - 経済学、獨協大学名誉教授
- 鈴木誠 - 経済学、文教大学教授

### 文学
- 磯崎憲一郎 - 小説家、芥川賞、東京工業大学教授
- 高橋克彦 - 小説家、直木賞、NHK放送文化賞、吉川英治文学賞
- 山田克郎 - 小説家、直木賞
- 火坂雅志 - 小説家、中山義秀文学賞
- 谷克二 - 小説家、角川小説賞、野性時代新人賞
- 日下圭介 - 小説家、日本推理作家協会賞、江戸川乱歩賞
- 貫井徳郎 - 推理作家、日本推理作家協会賞、山本周五郎賞
- 天野暁月 - 推理作家、ミステリーズ!新人賞佳作
- 野地秩嘉 - ノンフィクション作家、ミズノスポーツライター賞
- 上阪徹 - 著作家、ブックライター
- 山川健一 - 作家、ミュージシャン、群像新人文学賞、東北芸術工科大学教授
- 岡崎弘明 - 小説家、日本ファンタジーノベル大賞優秀賞
- 小出正吾 - 児童文学作家、野間児童文芸賞、元日本児童文学者協会会長
- こわせたまみ - 絵本作家、ボローニャ国際児童図書展エルバ賞、元日本童謡協会副会長
- 粕谷栄市 - 詩人、芸術選奨文部科学大臣賞、三好達治賞、詩歌文学館賞
- 中村安伸 - 俳人、芝不器男俳句新人賞対馬康子奨励賞
- 伏見威蕃 - 翻訳家、国際理解促進図書優秀賞
- 各務三郎 - ミステリー編集者、評論家、日本推理作家協会賞
- 池田奈津子 - 脚本家

### 漫画
- 水木しげる - 漫画家、アングレーム国際漫画祭最優秀作品賞、朝日賞、講談社漫画賞
- やくみつる - 漫画家、テレビコメンテーター、文藝春秋漫画賞、元日本相撲協会生活指導部外部委員
- 園山俊二 - 漫画家、文藝春秋漫画賞、日本漫画家協会賞特別賞
- 北嶋一喜 - 漫画家、天下一漫画賞特別賞

### 芸能
- 森繁久彌 - 俳優、第7回・第14回日本アカデミー賞優秀主演男優賞、第6回ブルーリボン賞主演男優賞、文化功労者、文化勲章、国民栄誉賞
- 南奈央 - 俳優
- 三上祐一 - 俳優
- パク・ソヒ - 俳優
- 益岡徹 - 俳優
- 村野武範 - 俳優、タレント
- 大門正明 - 俳優、エランドール賞新人賞
- 渡辺邦男 - 俳優、映画監督
- 浦野光 - 声優、俳優
- 米山敦子 - 声優、元城山町議会議員
- 谷まりあ - タレント、モデル
- 加藤多佳子 - タレント
- 瀬古あゆみ - モデル
- 東海林太郎 - 歌手、紫綬褒章、第7回日本レコード大賞特別賞
- 塩まさる - 歌手、第39回日本レコード大賞功労賞
- 古川徹 - ミュージシャン、聖飢魔II3代目ドラマー
- 薩めぐみ - シャンソン歌手
- 落合隼亮 - ラジオDJ
- 楢木和也 - ダンサー
- 佐久間宣行-ラジオパーソナリティ、タレント、テレビプロデューサー

### マスコミ
- 森護 - 元NHK国際局報道主管
- 松本達夫 - 日本テレビ放送網スポーツ局長
- 鳥羽博剛 - 日本テレビ放送網プロデューサー
- 宮道治朗 - フジテレビジョンVR事業部長
- 君和田正夫 - 元テレビ朝日社長
- 田中和泉 - 元TBS社長、損失補填問題で辞任
- 磯崎洋三 - 元TBS社長、TBSビデオ問題で辞任
- 韓哲 - TBSテレビプロデューサー
- 佐久間宣行 - フリープロデューサー
- 佐々木伸 - 元共同通信社総務局長
- 伊藤正孝 - 元朝日ジャーナル編集長、朝日新聞編集委員
- 元木昌彦 - 元オーマイニュース社長、元週刊現代編集長
- 長坂嘉昭 - プレジデント編集長
- 西田善太 - BRUTUS編集長、元NHKアナウンサー西田善夫の子
- 箕輪幸人 - テレビ新広島社長
- 中尾清一郎 - 佐賀新聞社社長
- 岡田公伸 - 毎日放送取締役

### アナウンサー
- 馬場典子 - 元日本テレビ放送網アナウンサー、大阪芸術大学教授
- 松尾英里子 - 元日本テレビ放送網アナウンサー
- 長谷川憲司 - 元日本テレビ放送網アナウンサー
- 古閑陽子 - 元日本テレビ放送網アナウンサー
- 滝菜月 - 日本テレビ放送網アナウンサー
- 三宅正治 - フジテレビジョンアナウンス室スポーツ統括担当部長
- 三上真奈 - フジテレビジョンアナウンサー
- 石本沙織 - フジテレビジョンアナウンサー
- 笠井信輔 - フジテレビジョンアナウンサー
- 佐藤ちひろ - テレビ朝日アナウンサー
- 山口豊 - テレビ朝日アナウンサー
- 舟橋慶一 - 元テレビ朝日アナウンサー
- 和田源二 - 元NHKエグゼクティブアナウンサー
- 松平定知 - 元NHKエグゼクティブアナウンサー
- 福井茂 - NHKシニアアナウンサー
- 川上裕之 - 元NHKアナウンサー
- 内山龍一郎 - 元NHKアナウンサー
- 小郷知子 - NHKアナウンサー
- 渡辺健太 - NHKアナウンサー
- 横井健吉 - NHKアナウンサー
- 豊原謙二郎 - NHKアナウンサー
- 小澤康喬 - NHKアナウンサー
- 大石真弘 - NHKアナウンサー
- 高瀬耕造 - NHKアナウンサー
- 小川浩司 - NHKアナウンサー
- 三輪洋雄 - NHKアナウンサー
- 吉田賢 - NHKアナウンサー
- 砂山圭大郎 - 文化放送アナウンサー
- 斉藤一美 - 文化放送アナウンサー
- 樋口忠正 - 元アール・エフ・ラジオ日本アナウンサー
- 依田英将 - 北海道テレビ放送アナウンサー
- 大澤幹朗 - 元IBC岩手放送アナウンサー
- 三雲茂晴 - 元宮城テレビ放送アナウンス部長
- 坂木萌子 - 元さくらんぼテレビジョンアナウンサー
- 金井淳郎 - 元福島テレビアナウンサー、FNSアナウンス大賞CM部門
- 杉本孝一 - 元静岡朝日テレビアナウンサー、同制作部次長
- 上小牧忠道 - 元長野放送アナウンサー、同制作局次長
- 古川枝里子 - CBCテレビアナウンサー
- 本保和也 - 元テレビ愛知アナウンサー、同記者
- 櫻井浩二 - RKB毎日放送アナウンス部副部長
- 裏野佐弥佳 - 元奈良テレビ放送アナウンサー
- 加瀬征弘 - 朝日放送テレビアナウンス部長
- 山下剛 - 朝日放送テレビアナウンサー
- 高野純一 - 朝日放送テレビアナウンサー
- 山中真 - 毎日放送アナウンサー
- 松藤好典 - 元広島ホームテレビアナウンサー
- 金田祐幸 - テレビ新広島アナウンサー
- 後藤なぎさ - 元大分放送アナウンサー
- 井上彩香 - 鹿児島テレビ放送アナウンサー
- 藤田真奈美 - フリーアナウンサー

### スポーツ
- 川淵三郎 - サッカー選手、Jリーグ初代チェアマン、日本サッカー協会名誉会長、元首都大学東京理事長、旭日重光章受賞
- 釜本邦茂 - サッカー選手、サッカー日本代表、メキシコオリンピックアジア人初得点王、元参議院議員、旭日中綬章受章
- 工藤孝一 - サッカー選手、ベルリンオリンピックサッカー日本代表コーチ
- 大倉智 - サッカー選手、元湘南ベルマーレ社長、いわきFC社長
- 阿久根謙司 - 野球選手、元FC東京社長、東京ガスケミカル常務執行役員
- 市岡忠男 - 野球選手、大日本東京野球倶楽部初代総監督、日本職業野球連盟初代理事長、東京巨人軍初代代表
- 藤本定義 - 野球選手、東京巨人軍初代監督、野球殿堂競技者表彰
- 中島治康 - 野球選手、元読売ジャイアンツ監督、日本プロ野球史上初の三冠王、野球殿堂競技者表彰
- 荒川博 - 野球選手、元ヤクルトスワローズ監督
- 徳武定祐 - 野球選手、元中日ドラゴンズ監督代行
- 三原脩 - 野球選手、元読売ジャイアンツ監督、野球殿堂競技者表彰
- 伊達正男 - 野球選手、野球殿堂特別表彰
- 石井連藏 - アマチュア野球選手、元早稲田大学野球部監督
- 萬谷勝治 - ラグビー選手、元ラグビー日本代表、元トヨタ自動車ラグビー部長
- 朝倉孝雄 - アメリカンフットボール選手、桜美林大学アメリカンフットボール部コーチ
- 織田幹雄 - 陸上選手、アムステルダムオリンピック三段跳金メダル（アジア人初・日本人初の五輪金メダリスト）、文化功労者
- 南部忠平 - 陸上選手、ロサンゼルスオリンピック三段跳金メダル・走幅跳銅メダル
- 沖田芳夫 - 陸上選手、元早稲田大学競走部監督、元円盤投・ハンマー投日本記録保持者
- 谷真海 - 陸上選手、国際パラリンピック委員会世界選手権銅メダル
- 青木半治 - 陸上指導者、第11代日本体育協会会長、第5代日本陸上競技連盟会長
- 高石勝男 - 水泳選手、アムステルダムオリンピック競泳男子100m自由形銅メダル・800ｍリレー銀メダル、元日本水泳連盟会長、国際水泳殿堂競泳選手部門入り
- 大崎剛彦 - 水泳選手、ローマオリンピック競泳男子200m平泳ぎ銀メダル、国際水泳殿堂マスターズ部門入り
- 横山隆志 - 水泳選手、ロサンゼルスオリンピック競泳男子800ｍリレー金メダル
- 牧野正蔵 - 水泳選手、ロサンゼルスオリンピック競泳男子1500m自由形銀メダル、ベルリンオリンピック競泳男子400m自由形銅メダル、国際水泳殿堂競泳選手部門入り
- 高橋成夫 - 水泳選手、ロサンゼルスオリンピック競泳男子100m自由形5位
- 藤田明 - 水泳選手、元日本水泳連盟会長、ロサンゼルス五輪水球日本代表選手主将兼コーチ
- 小川勝次 - スキー選手、第3代全日本スキー連盟会長、1952年オスロオリンピックスキーチーム監督
- 竹節作太 - スキー選手、元全日本スキー連盟理事長
- 藤井優 - 射撃選手、元ライフル射撃ナショナルチーム監督

### その他
- 斎藤貴男 - ジャーナリスト、いける本大賞
- 秋庭悦子 - 消費生活アドバイザー、内閣府原子力委員会委員
- 加藤暠 - 投資家、相場師、相場操縦で逮捕
- 鹿毛康司 - クリエイティブディレクター、エステー宣伝部長
- 秋山庄太郎 - 写真家、日本広告写真家協会名誉会長、日本写真家協会名誉会長
- 石井隆 - 映画監督、トリノ国際映画祭審査員特別賞、テッサロニキ国際映画祭最優秀監督賞
- 松梨智子 - 映画監督、女優、ゆうばり国際ファンタスティック映画祭審査員奨励賞
- いではく - 作詞家、日本音楽著作権協会会長、日本音楽作家団体協議会理事長
- 新田和長 - レコードプロデューサー、元ドリーミュージック取締役、元日本レコード協会副会長
- 相原英雄 - テレビプロデューサー、プラネットエンターテイメント代表取締役、ギャラクシー賞
- 鵜之澤伸 - アニメプロデューサー、バンダイナムコホールディングス執行役員、藍綬褒章
- 満田かずほ - テレビ演出家、映画監督、プロデューサー、ウルトラマンランド初代館長
- 向井周太郎 - デザイナー、武蔵野美術大学名誉教授
- 加藤治郎 - 将棋棋士、名誉九段、元日本将棋連盟会長
- 新田國夫 - 医師、全国在宅療養支援診療所連絡会会長、国立市医師会会長
- 原島嵩 - 元創価学会教学部長、元聖教新聞論説主幹
- 園マリ - 公認会計士、元証券取引等監視委員会委員、元野村ホールディングス社外取締役
- 平川和宏 - ドキュメンタリー作家（中退）